# The Stadium Techno Inferno
A The Stadium Techno Inferno a Scooter 2011-es németországi fellépése, mely Hamburgban, az Imtech Arena falai között került megrendezésre. Mint koncert, az addigi legnagyobb szabadtéri esemény volt a Scooter történetében, amelyet a helyszínen több tízezren, a világhálónak köszönhetően pedig több millióan nézhettek végig.

## Előkészületek
Már 2010 májusában bejelentették, hogy a következő nyáron a Hamburger SV stadionjának falain belül szándékozik a Scooter egy koncertet tartani, melynek hamarosan a nevét is bejelentették. Eredetileg sokkal grandiózusabbra tervezték a rendezvényt, erre utal a tény, hogy már az előző év nyarától lehetett rá jegyet kapni. Az érdeklődés azonban nem volt akkora, mint várták (köszönhetően a viszonylag hosszú inaktív időszaknak), ezért bevezettek pár érdekességet. Németország egyes mozijaiban élőben közvetítették az eseményt, de az interneten keresztül vásárolt kóddal is lehetett nézni a Bild német lapnak köszönhetően. Az előzetes várakozások azonban több esetben mégis csalódást keltettek: mivel vendégfellépőkről is szó volt, ezért többen várták Jay Frog szereplését, illetve új számokat. Ez utóbbi annyiban valósult meg, hogy a rajongói visszajelzéseknek megfelelően állították össze a számok listáját. A koncertről 5.1-es, HD minőségű felvétel is készült, amelyet a "The Big Mash Up" album limitált kiadásához ajándékba adtak.

## A program
A koncertre 2011. június 25-én került sor Hamburgban, körülbelül 50-60 ezer ember jelenlétében. A kapukat délután 4 órakor nyitották ki, a programot pedig a Die Atzen nevű német formáció nyitotta meg este 6-tól. Ezután Chris Avantgarde DJ-szettje következett, majd színpadra lépett fél 9-kor a Scooter is. Hogy minden remekül menjen, hetekig készültek rá, ami meg is látszott: a műsorral összességében nem volt semmi baj. Az intro a korábbi lemezekről jól ismert "Habibi Halua" és "Keyser Soze" átdolgozása volt, mialatt a táncosok Scooter-zászlókkal vonultak be a színpadra. Ezután következtek a számok, az alábbi sorrendben:
1. Hello! (Good To Be Back)
2. Aiii Shot the DJ
3. Jumping All Over the World
4. The Question Is What Is the Question
5. I’m Raving (Jan Delay-jel közösen)
6. The Only One
7. Ramp! (The Logical Song)
8. The Leading Horse
9. Stuck On Replay (Extended)

Ezután H.P. Baxxter levonult a színpadról, és kezdetét vette egy instrumentális blokk, a Sheffield Jumpers közreműködésével.
1. Frequent Traveller + We Are the Greatest + "Within Temptation - Sinéad (Scooter Remix)"
2. Ratty - Sunrise (Here I Am) („Metro Tech 7” Version) (2011-es verzió)
3. Cambodia
4. Enola Gay

Majd ismét folytatódott a hagyományos blokk:
1. Jigga Jigga!
2. Habanera
3. Fuck The Millennium - Call Me Mañana
4. No Fate
5. Ti Sento
6. J’adore Hardcore (Extended)
7. Jump That Rock!
8. How Much Is the Fish? (2008-as verzió, Heinz Strunk fuvolakíséretével, melyből sajnos nem sok minden hallatszik a rossz keverés miatt)
9. One (Always Hardcore)

Ráadás:
1. Fire
2. Nessaja
3. Maria (I Like It Loud)

Második ráadásként pedig H.P. előbb elénekelte a Surfin' Bird-öt, majd következett a záróegyveleg: a "Coldwater Canyon", majd a Move Your Ass! 2011-es verziója, majd az Endless Summer és a Hyper Hyper, végül pedig ismét a Move Your Ass, csak 2010-es hardstyle verzióban.

## DVD-megjelenés
A koncertet 2011 októberében a The Big Mash Up limitált változatai mellé adták bónuszként. Pozitívum, hogy a teljes koncert kiadásra került, nem vágtak ki számokat belőle, mint a korábbi kiadványokon. Súlyos negatívum viszont, hogy a hang csak sztereó, holott a koncertfelvétel 5.1-ben készült. Valószínűleg az alacsonyabb árfekvés és a lemez bónusz-jellege tette ezt szükségessé.